# كريس سميث (لاعب غولف)
كريس سميث (بالإنجليزية: Chris Smith)‏ هو لاعب غولف أمريكي، ولد في 15 أبريل 1969 في إنديانابوليس في الولايات المتحدة.

## وصلات خارجية
- كريس سميث على موقع رابطة لاعبي الغولف المحترفين (الإنجليزية)
- كريس سميث على موقع التصنيف العالمي الرسمي للغولف (الإنجليزية)